# 南中通村
南中通村（みなみなかどおりむら）は、大阪府南部、泉南郡に属していた村。現在の泉佐野市中心部の南西および田尻町の南に隣接する地域、樫井川右岸にあたる。

## 地理
- 山：船岡山
- 河川：樫井川

## 歴史
- 1889年（明治22年）4月1日 - 町村制の施行により、日根郡安松村、岡本村、樫井村が合併して日根郡南中通村が発足。
- 1896年（明治29年）4月1日 - 郡の統廃合により、所属郡が泉南郡に変更。
- 1954年（昭和29年）4月1日 - 泉佐野市に編入。同日南中通村廃止。各大字は南中を冠する。

## 交通

### 道路
- 熊野街道 - 村名の由来となった「中通」は熊野街道を指す。当地では紀州街道が重複する。

## 名所・旧跡・観光スポット・祭事・催事
- 塙団右衛門の墓（大字樫井）
- 大坂夏の陣古戦場跡